# Prosopographia Imperii Romani
Die Prosopographia Imperii Romani (abgekürzt PIR bzw. PIR² für die Neubearbeitung) ist ein Personenlexikon der Führungsschicht des römischen Reiches von der Zeit des Augustus bis zum Ende des 3. Jahrhunderts n. Chr. Verzeichnet werden alle bekannten Angehörigen des Senatorenstandes (Senatoren und ihre Familienangehörigen), ferner weitere bedeutende Persönlichkeiten vor allem aus dem Ritterstand. Auch die römischen Kaiser, ihre Familie sowie mit dem Reich in Verbindung stehende auswärtige Fürsten sind erfasst. Die PIR ist das wichtigste Hilfsmittel für die prosopographische Erforschung der römischen Kaiserzeit.
Die Personen in der PIR sind nach den Gentilnamen geordnet. Verzeichnet und in den signifikanten Partien zitiert sind jeweils die bekannten Quellen (vor allem Inschriften, Papyri und Münzen), auf deren Grundlage ein biographischer Abriss zusammengestellt ist. Aufgeführt werden dabei Ämter/Funktionen, Verwandtschaftsbeziehungen (auch in Form von Stemmata) und eventuelle literarische Aktivitäten. Die Einträge sind auf Latein verfasst.
Die PIR wurde wie andere altertumswissenschaftliche Forschungsvorhaben im 19. Jahrhundert auf Initiative von Theodor Mommsen an der Berliner Akademie begründet. Die erste Ausgabe wurde ab 1883 von Hermann Dessau, Elimar Klebs und Paul von Rohden bearbeitet und erschien 1897/1898 in drei Bänden. Eine durch neue Forschungsergebnisse und Quellenfunde nötig gewordene Neubearbeitung wurde 1915 begonnen; ihr erster Band, herausgegeben von Edmund Groag und Arthur Stein, erschien 1933, der zweite 1936. Die Herausgabe der weiteren Bände verzögerte sich aufgrund der politischen Situation. Ab 1951 wurde die Arbeit an der PIR unter der Leitung von Leiva Petersen an der Deutschen Akademie der Wissenschaften (später Akademie der Wissenschaften der DDR) wieder aufgenommen, allerdings in sehr eingeschränktem Maße. Nach der Wende fand das Projekt schließlich als Akademienvorhaben eine Heimat an der 1992 neu gegründeten Berlin-Brandenburgischen Akademie der Wissenschaften. Seither amtierte Werner Eck als verantwortlicher Projektleiter. Zum Leiter der Arbeitsstelle wurde Klaus Wachtel berufen, nach dessen Pensionierung 2002 Matthäus Heil folgte. Am 31. Dezember 2006 endete die Laufzeit der PIR als Akademienvorhaben. Zu diesem Zeitpunkt waren zuletzt 1999 Band 7, Faszikel 1 mit den Buchstaben Q und R und Ende 2006 Faszikel 2 mit dem Buchstaben S erschienen. Die Bearbeitung der fehlenden Buchstaben wird außerhalb des Akademienprogramms fortgesetzt. 2009 erschien das Faszikel 1 des Bandes 8 mit dem Buchstaben T, der mit der Unterstützung durch die Berlin-Brandenburgische Akademie und die Fritz Thyssen Stiftung fertiggestellt werden konnte. Im November 2015 erschien der letzte Faszikel mit den restlichen Buchstaben U/V–Z. Damit wurde nach 82 Jahren die zweite Auflage der Prosopographia Imperii Romani abgeschlossen.
Seit 1998 wurden die Einträge mit Hilfe einer Datenbank erstellt, welche aber seit Oktober 2004 nicht mehr aktualisiert wird und als abgeschlossen gekennzeichnet ist. Eine Stichwortliste der verzeichneten Personen und eine Datenbank mit Nachträgen (Addenda) zu den bereits erschienenen Bänden ist über das Internet abrufbar.
Hinsichtlich des erfassten Personenkreises schließt sich zeitlich an die PIR die Prosopography of the Later Roman Empire an.

## Bände
- Prosopographia Imperii Romani saec. I. II. III
  - Pars I  ed. Elimarus Klebs 1897 (Buchstaben A – C)
  - Pars II ed. Hermannus Dessau 1897 (Buchstaben D – O)
  - Pars III ed. Paulus de Rohden et Hermannus Dessau 1898 (Buchstaben P – Z)
- Zweite Auflage Prosopographia Imperii Romani saec. I. II. III
  - Pars I ed. Edmundus Groag et Arturus Stein 1933 (Buchstaben A und B)
  - Pars II ed. Edmundus Groag et Arturus Stein 1936 (Buchstabe C)
  - Pars III ed. Edmundus Groag et Arturus Stein 1943 (Buchstaben D – F)
  - Pars IV Fasc. 1 ed. Arturus Stein 1952 (Buchstabe G)
  - Pars IV Fasc. 2 e schedis Edmundi Groag et Arturi Stein edita 1958 (Buchstabe H)
  - Pars IV Fasc 3 ed. Leiva Petersen 1966 (Buchstabe I)
  - Pars V Fasc. 1 ed. Leiva Petersen 1970 (Buchstabe L)
  - Pars V Fasc. 2 ed. Leiva Petersen 1983 (Buchstabe M)
  - Pars V Fasc. 3 ed. Leiva Petersen 1987 (Buchstaben N und O)
  - Pars VI ed. Leiva Petersen et Klaus Wachtel 1998 (Buchstabe P)
  - Pars VII Fasc. 1 ed. Klaus Wachtel 1999 (Buchstaben Q und R)
  - Pars VII Fasc. 2 ed. Matthäus Heil et Klaus Wachtel 2006 (Buchstabe S)
  - Pars VIII Fasc. 1 ed. Werner Eck, Matthäus Heil, Johannes Heinrichs 2009 (Buchstabe T)
  - Pars VIII Fasc. 2 ed. Werner Eck, Matthäus Heil, Johannes Heinrichs 2015 (Buchstaben V – Z)